# 江建民 (政治人物)
江建民（1953年11月—），籍贯广东陆丰。中华人民共和国政治人物。

## 生平
1967年11月参加工作，1974年12月，加入中国共产党。1993年3月至2002年8月，任贵州省公安消防总队政委。2002年8月至2007年9月，任贵州省民政厅副厅长。2007年9月至2013年3月，任贵州省人民防空（交通战备）办公室主任、党组书记；2013年3月至2015年7月，任贵州省政协社会与法制委员会主任。2015年4月8日，涉嫌严重违纪，接受组织调查。2015年6月24日，贵州省人民检察院决定对其涉嫌受贿犯罪立案侦查并采取强制措施。7月29日，主任职务撤销。2016年7月，因严重违纪，被开除党籍和公职。